# Bodil Kjer
Bodil Kjer (2 de septiembre de 1917 – 1 de febrero de 2003) fue una actriz teatral y cinematográfica danesa. Una de las principales intérpretes de su país, tuvo una carrera artística de más de seis décadas de duración, haciendo unos cien papeles teatrales y participando en más de 40 producciones cinematográficas y televisivas.

## Biografía
Su nombre completo era Bodil Valborg Karen Ellen Kjer, y nació en Odense, Dinamarca, siendo sus padres Ernst Kjer, un gerente, y Elli Harrie, de origen alemán. Criada en Odense, asistió entre 1936 y 1938 a la escuela del Teatro Real de Copenhague. Allí debutó en el escenario profesional en 1937 con la obra Hvo, som forarge. Una vez completada su educación, trabajó regularmente en el Königlichen Theater, donde su papel de Ester en la pieza de Knud Sønderby En kvinde er overflødig le abrió el camino como actriz. Con el paso del tiempo interpretó papeles principales en obras teatrales de clásicos como William Shakespeare (Noche de reyes, El sueño de una noche de verano) o Molière, pero también de autores contemporáneas. De entre estos últimos, fue Celia Coplestone en la pieza de T. S. Eliot The Cocktail Party, así como Stella y Maggie en las de Tennessee Williams Un tranvía llamado Deseo y La gata sobre el tejado de zinc. También actuó en musicales, entre ellos Teenagerlove, con 180 representaciones entre 1962 y 1966. Entre 1955 y 1960 actuó para el Det Ny Teater, donde trabajó con el director Peer Gregaard.
En paralelo a su trabajo teatral, Kjer actuó regularmente desde los años 1930 en producciones cinematográficas danesas. Debutó en 1937 con la película de Jon Iversen Flådens blå matroser. Después trabajó con directores de fama como Lau Lauritzen Jr. (En ganske almindelig pige, 1940) o Bodil Ipsen (En herre i kjole og hvidt, 1942). Tuvo un gran salto como actriz cinematográfica en 1947 con la película de Johan Jacobsen Soldaten og Jenny (1947), junto a Poul Reichhardt. En esa película hizo el papel de Jenny, que le valió el Premio Bodil, premio cuyo nombre homenajea a la actriz y a Bodil Ipsen.
Kjer tuvo ofertas para trabajar en Hollywood, las cuales rechazó para poder seguir actuando en el teatro danés. En 1952 ganó otro Premio Bodil por la cinta de Torben Anton Svendsen Mød mig paa Cassiopeia (1951), tras la cual hizo un paréntesis de unos diez años en su trayectoria cinematográfica. Volvió para trabajar esporádicamente en el cine y la televisión. Obtuvo un nuevo Premio Bodil en 1977 por un papel de reparto en la producción Strømer. Kjer se dio a conocer al público internacional gracias a la película de Gabriel Axel ganadora de un Premio Oscar El festín de Babette (1987), que coprotagonizó junto a Birgitte Federspiel. En 1997 recibió un nuevo Premio Bodil, en esta ocasión por el conjunto de su trabajo.
Kjer se casó varias veces, siendo dos de sus maridos sus compañeros de reparto Olaf Nordgreen y Ebbe Rode. Con motivo de su 60 aniversario, actuó con Rode en la obra Kærestebreve en el Teatro Real de Copenhague. Dos años después publicó su biografía Et offentligt fruentimmer: erindringer. En sus últimos años se retiró de la interpretación y se dedicó a hacer lecturas de obras de Karen Blixen y Hans Christian Andersen. La actriz falleció en 2003, a los 85 años de edad, en Copenhague.

## Filmografía (selección)
- 1937 : Flådens blå matroser
- 1938 : Blaavand melder storm
- 1938 : Balletten danser
- 1940 : En ganske almindelig pige
- 1941 : Tag til Rønneby kro
- 1941 : Far skal giftes
- 1942 : Vi kunne ha' det så rart
- 1942 : Tante Cramers testamente
- 1942 : Søren Søndervold
- 1942 : En herre i kjole og hvidt
- 1943 : Hans onsdagsveninde
- 1943 : Drama på slottet
- 1943 : Det brændende spørgsmål
- 1944 : Otte akkorder
- 1944 : Elly Petersen
- 1944 : To som elsker hinanden
- 1945 : Den usynlige hær
- 1947 : Soldaten og Jenny
- 1949 : John og Irene
- 1950 : Din fortid er glemt
- 1950 : Min kone er uskyldig
- 1951 : Mød mig på Cassiopeia
- 1968 : I den grønne skov
- 1971 : Den forsvundne fuldmægtig
- 1974 : Prins Piwi
- 1976 : Hjerter er trumf
- 1976 : Strømer
- 1978 : Lille spejl
- 1979 : Rend mig i traditionerne
- 1987 : El festín de Babette
- 2001 : To kvinder